# Csillárkamoszatok
A csillárkamoszatok (Charophyta) a növények (Plantae) országának egy törzse.
A konzervatív rendszerekben a zöldmoszatok harmadik, legfejlettebb osztályaként szerepel. Valóban a zöldmoszatok ősi alakjaiból származnak, de hamar önálló evolúciós útra tértek, és igen magas fejlettséget értek el, a moszatok közül ők állnak legközelebb az embriós növényekhez, melyek kladisztikailag tagjai, és melyek testvércsoportja a Zygnematophyceae.

## Megjelenésük, felépítésük
Igen fejlett teleptestű, mindig többsejtű moszatok. Testük levél- (filloid), szár- (kauloid) és gyökérszerű (rizoid) részekre tagolódik. Testüket kezdetleges bőrszövetnek tekinthető kéregsejtek borítják. Belső anatómiai differenciáltságuk – többek közt a virágos növények kivételével – nem éri el a barnamoszatok szintjét, nincs meg a kezdetleges bélparenchima, nincsenek vezető sejtkötegek és szilárdító rostsejtek. Örvös elágazásrendszerük a zsurlókéra emlékeztet, szembeötlő a szövetes növényekre jellemző nódusz-internódium (szárcsomó-csomóköz, szártag) tagolódás.
Szárszerű főtengelyük 10–100 cm hosszú, és a virágos növények szárától eltérően csavarodott. A sárgásvörös hím- és a zöld női ivarszervek az oldaltengelyek elágazásaiban helyezkednek el.

## Színanyagaik, asszimilációs termékeik
A csillárkamoszatok asszimilációjának terméke a zöldmoszatokra jellemző keményítő és némi növényi zsír. A színanyagok túlnyomó része klorofill a és b, alfa- és béta-karotin, valamint különféle xantofillok.

## Életmódjuk, élőhelyük
Lassú patakokban, árkokban, nádasok tisztásain, jól felmelegedő, eutróf szikes vizekben tömegesek lehetnek; az ilyen növénytársulások a csillárkagyepek.

### Szaporodásuk
A hímivarsejtekből lefűződő szaporítósejtek a vízben úszva termékenyítik meg a petesejtet; a tömegesen termelődő szaporítósejtek vörösre festik a vizet.

## Érdekességek
A csillárkamoszatok világhírű kutatója Filarszky Nándor magyar növénymorfológus, aki monográfiát is írt erről a növénycsoportról.